# تیتو (خواننده)
تیتو (ایسلندی: Diddú؛ تلفظ ایسلندی: [ˈtɪt:u]‏) با نام اصلیِ سیگرون هالمتیستوتیر (ایسلندی: Sigrún Hjálmtýsdóttir؛ تلفظ ایسلندی: [ˈsɪɣrun ˈçaulmtʰi(:)sˌtouhtɪr]‏) یک خواننده، ترانه‌سرا و هنرپیشه اهل ایسلند است.